# Ceferino Cella
Ceferino Cella Quivent, plus connu comme Cella II, né le 25 juin 1902 à Barcelone et mort le 4 septembre 1976 dans la même ville, est un footballeur espagnol des années 1920.

## Biographie
Il commence à jouer au FC Espanya. En 1920, il rejoint le FC Barcelone où il joue pendant trois saisons. Avec le Barça, il dispute 69 matches non officiels et marque 40 buts[réf. nécessaire].
En 1923, il rejoint le CE Europa, où il joue pendant trois saisons.
Il joue ensuite au CE Manresa.
Il est le frère du footballeur Arturo Cella (Cella I).